# Compsophila
Compsophila é um gênero de mariposa pertencente à família Crambidae.